# جری گلاکان
جری گلاکان (انگلیسی: Gerry Glackan; ۱۹۲۳ – ۱۹۶۵) بازیکن هاکی روی چمن اهل هند بود.
وی به‌همراه تیم ملی هاکی روی چمن مردان هند به قهرمانی بازی‌های المپیک تابستانی ۱۹۴۸ دست پیدا کرده‌است.